# Pimeäsaari (ö i Mellersta Finland)
Pimeäsaari är en ö i Finland. Den ligger i sjön Pihlajavesi och i kommunen Keuru i den ekonomiska regionen  Keuru ekonomiska region  och landskapet Mellersta Finland, i den södra delen av landet, 240 km norr om huvudstaden Helsingfors. Öns area är 5,2 hektar och dess största längd är 390 meter i sydöst-nordvästlig riktning.